# Heilige Dreifaltigkeit (Saal an der Saale)

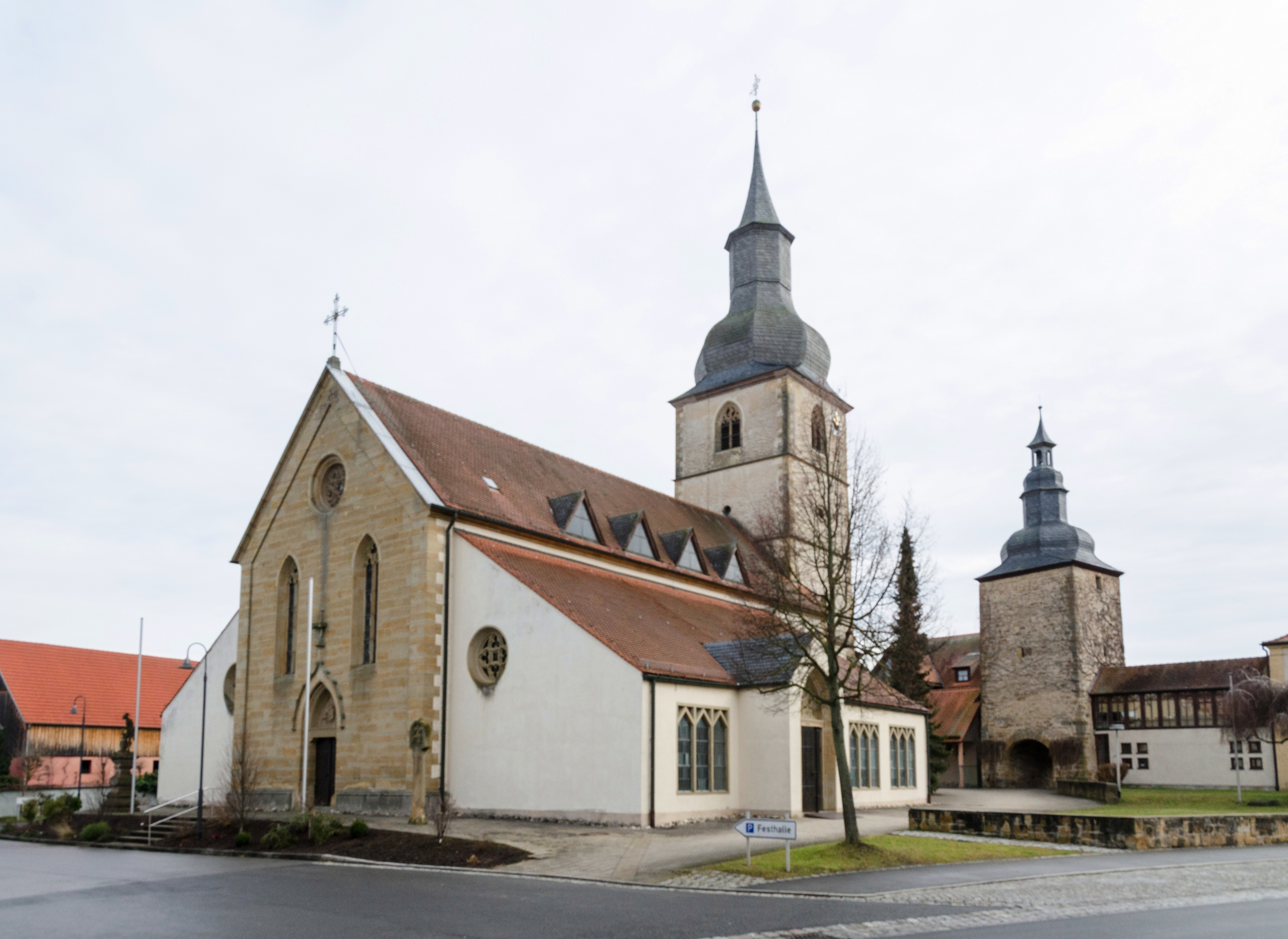
Die Kirche in Saal an der Saale

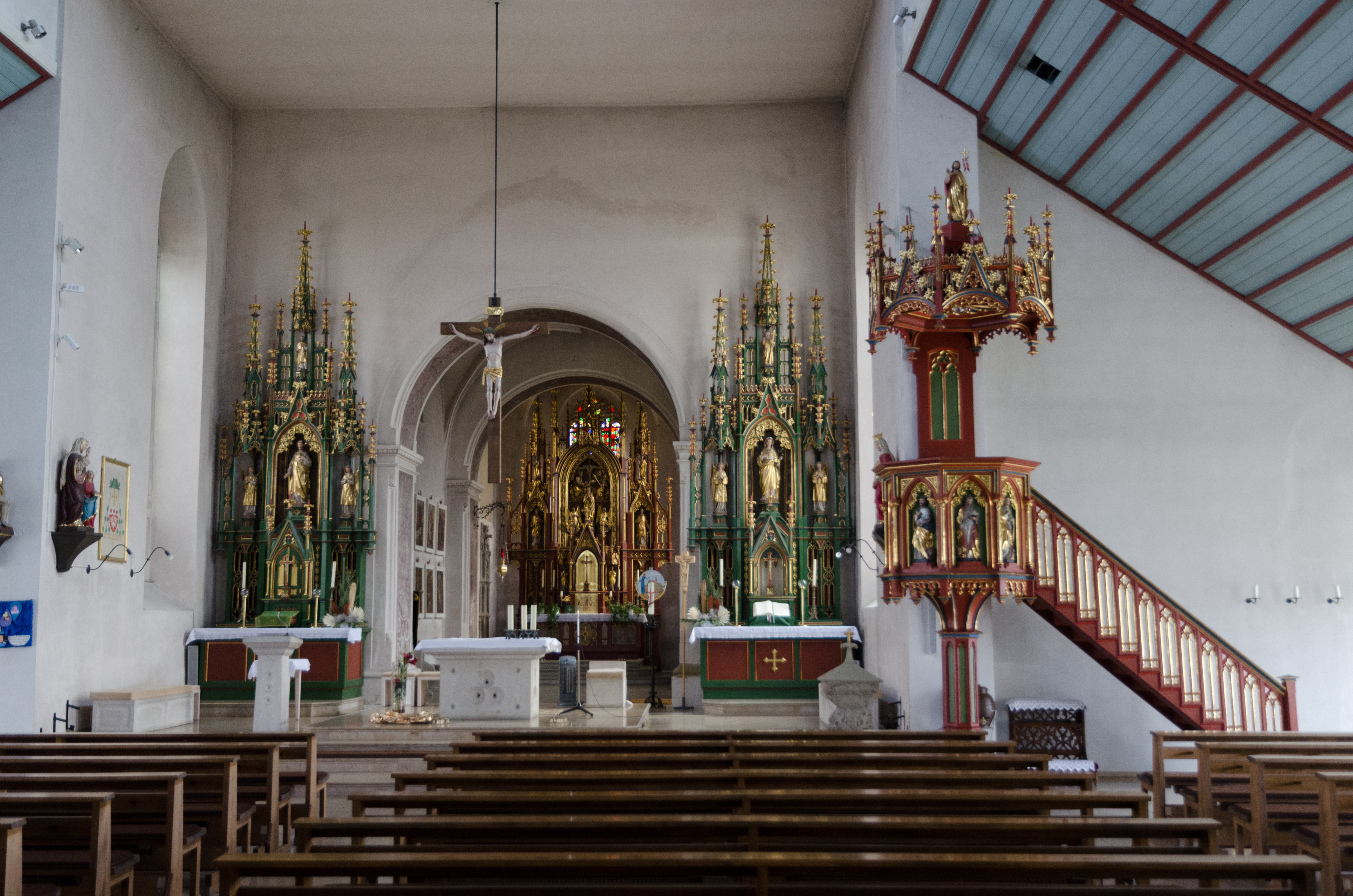
Innenraum der Kirche

Die römisch-katholische Pfarrkirche Heilige Dreifaltigkeit ist die Dorfkirche von Saal an der Saale im unterfränkischen Landkreis Rhön-Grabfeld. Die Kirche gehört zu den Baudenkmälern von Saal an der Saale und ist unter der Nummer D-6-73-160-13 in der Bayerischen Denkmalliste registriert. Saal an der Saale ist ein Teil der Pfarreiengemeinschaft „Um den Findelberg“.

## Geschichte
Saal an der Saale wurde im Jahr 1598 unter Fürstbischof Julius Echter von Mespelbrunn zur eigenständigen Pfarrei. Früher trug die Kirche das Patrozinium Mariä Himmelfahrt. Der Chor der Kirche wurde in den Jahren 1450 bis 1470 erbaut. Kirchturm und Langhaus entstanden als nachgotisches Bauwerk im Jahr 1607. In den Jahren 1885 bis 1886 fand eine Verlängerung des Langhauses nach Westen im neugotischen Stil statt. In den Jahren 1975 und 1976 erfolgte der Anbau von zwei Seitenschiffen.

## Beschreibung und Ausstattung
Das Langhaus ist südlich und nördlich um zwei Seitenschiffe mit Pultdach erweitert. Der Chorturm mit spitzbogigen Schallfenstern und Zwiebelhaube geht über in den östlichen Fünfachtel-Chorschluss. Im Chor befindet sich eine spätgotische Sakramentsnische. Die Einrichtung der Kirche ist neugotisch. Am Hochaltar ist die Dreifaltigkeit dargestellt, an den Seitenaltären erkennt man Figuren der Muttergottes (rechts) und des heiligen Josef (links). Die Kanzel ist mit Figuren der vier Evangelisten versehen. Das Geläut besteht aus vier Glocken. Sie sind dis´, fis´, gis´ und ais´ (vertieft) gestimmt.